# فوچو، توکیو

نقشهٔ فوچو واقع در ناحیهٔ تامای توکیو

فوچو (به ژاپنی: 府中市 (東京都) Fuchu) به یکی از بخش‌های منطقه تامای توکیو، پایتخت ژاپن گفته می‌شود. مساحت آن ۲۹٬۳۴ کیلومتر مربع است.